# Christian Traugott Koch
Christian Traugott Koch (* 18. Oktober 1752 in Torgau; † 10. Januar 1826 in Leipzig) war ein deutscher Jurist.

## Leben

### Familie
Christian Traugott Koch war der Sohn des späteren Leipziger Bürgermeisters Carl Gottlob Koch (* 1719 in Lenz bei Großenhain; † 3. August 1782 in Dresden), der als Ratssyndikus angestellt war.
Er war verheiratet. Von seinen Kindern ist namentlich bekannt: 
- Gustav Koch, Jurist und Stadtrat.

### Werdegang
Am 19. November 1773 immatrikulierte er sich zu einem Studium der Rechtswissenschaften an der Universität Leipzig und promovierte am 14. März 1778 zum Dr. jur.; in dieser Zeit übte er sich im Amt Delitzsch in der praktischen Rechtsprechung.
1781 wurde er in Leipzig zum Mitglied des Stadtrats gewählt und erhielt 1795 das Amt als Stadtrichter, 1800 wurde er Baumeister und 1802 Prokonsul; im selben Jahr trat er der Juristenfakultät der Universität Leipzig als wirklicher Beisitzer bei.
In seinen letzten Lebensjahren war er Vorsteher der protestantischen Neuen Kirche (siehe Matthäikirche (Leipzig)) und war Deputierter bei der Bücherkommission (siehe Kaiserliche Bücherkommission).

## Ehrungen und Auszeichnungen
Christian Traugott Koch wurde 1811 zum sächsischen Hofrat ernannt.

## Schriften (Auswahl)
- Diss. de Aurelio Arcadio Charisio, vetere JCto. Leipzig, 1773.[5][6]
- Diss. inaug. de bonis hereditariis heredi decisuri tanquam, indigno accipiendis. Leipzig, 1778.
- Progr. Commissiones in causa criminali contra clericum ad Ephorum et Praefectum simul directae. Leipzig, 1816.
- Commentatio sponsam, sponso ad consummamndum matrimonium damnato, si id malitiose differat et moriatur. pro justa uxore et participe portionis statutariae habendam esse. Leipzig, 1818 (Digitalisat).
- Progr. Quaestio, utrum heres, cui legati exsolvendi necessitas in testamento imposita est, si legatarii memoria non exstat, cursum usurarum impedire valeat, ita tamen, ut, finita praescriptione, ipsius legati jacturam non faciat. Leipzig, 1820.
- Commentatio, de dubia auctoritate statuti Zittaviensis resp. communionis bonorum inter conjuges. 1821 (Digitalisat).